# بنی منقذ
بنی منقذ (به عربی: بنو منقذ) که به آنها منقذیان نیز گفته می‌شود، خاندانی عرب بودند که از اواسط قرن یازدهم میلادی تا نابودی خاندان در زلزله سال ۱۱۵۷ میلادی، بر امیرنشینی در دره اُرُنتس در شمال سوریه حکومت می‌کردند. این امیرنشین در ابتدا در کفرطاب مستقر بود تا اینکه بنو منقذ در سال ۱۰۸۱ قلعه شیزر را تصرف کردند و آن را تا پایان حکومتشان به مقر خود تبدیل کردند. تصرف شیزر نقطه اوج فرآیندی طولانی بود که با واگذاری اسمی زمین توسط امیر مرداسی حلب در سال ۱۰۲۵ آغاز شد و با تضعیف قدرت حکومت بیزانس در شمال سوریه در دهه ۱۰۷۰ شتاب گرفت.